# 최우석 (배우)
최우석(1983년 3월 11일 ~ )은 대한민국의 배우이다.

## 출연 작품

### 드라마
- 《이레자이온》 (KBS2, 2006년) - 일성 역
- 《명가》 (KBS1, 2010년) - 상백 역
- 《KBS 드라마 스페셜 - 빨강 사탕》 (KBS2, 2010년)
- 《영도다리를 건너다》 (KBS2, 2011년)
- 《복희 누나》 (KBS2, 2011년) - 지영표 역
- 《KBS 드라마 스페셜 - 복마전》 (KBS2, 2012년) - 이승재 역
- 《가시꽃》 (JTBC, 2013년) - 유제준 역
- 《드라마 페스티벌 - 잠자는 숲속의 마녀》 (MBC, 2013년) - 조영경 역
- 《골든크로스》 (KBS2, 2014년) - 봉창수 역
- 《당신은 선물》 (SBS, 2016년) - 김석훈 역
- 《그 여자의 바다》 (KBS2, 2017년) - 강태수 역
- 《맛 좀 보실래요》 (SBS, 2019년) - 정준후 역

### 영화
- 《라듸오 데이즈》 (2008년) - 카카듀 스윙댄스 손님 역
- 《사랑과 전쟁 열 두번째 남자》 (2008년) - 유빈 역
- 《악플심리학》 (2014년) - 꽃미남 선생님 역

### 뮤직비디오
- 현영 - 누나의 꿈 (2006년)
- KCM - 사랑곰 (2010년)

### CF
- 하나대투증권
- 야후
- 롯데월드
- KT
- KT&G
- SK텔레콤 T인터액티브